# Georg Wolfgang Panzer
Georg Wolfgang Franz Panzer (Sulzbach, Alto Palatinado, 16 de marzo de 1729 - Núremberg, 9 de julio de 1805), fue uno de los bibliógrafos más importantes y meritorios de Alemania.

## Vida y obra
Su padre fue el Dr. en leyes Bernhard Panzer, consejero electoral de la corte y del estado. Después de atender la escuela de la ciudad de Sulzbach y de recibir lecciones privadas de Carl Friedrich Aichinger, Georg Wolfgang Panzer empezó a estudiar filosofía y teología en la universidad de Altdorf en 1747, estudios que completó en 1749 con la disertación de falsis conclusione ex attributis divinis, lo cual le permitió obtenir su grado de magisterio en filosofía.
Entre 1751 y 1760 frecuentó la parroquia de Etzelwang. El 29 de agosto de 1760, fue nombrado diácono de la iglesia parroquial principal de San Sebaldo en Núremberg. Doce años más tarde, el 2 de abril de 1772, tomó la dirección de la cancillería de su capilla, y el año siguiente fue nombrado pastor principal de la iglesia. A continuación, también dirigió la biblioteca de la ciudad de Núremberg.
En tanto que pastor principal de San Sebaldo, Panzer introdujo innovaciones eclesiásticas. Entre otras cosas, abolió los servicios de culto innecesarios, introdujo la confesión general, y reformó el himnario. Fue miembro de varias sociedades: la Altdorfer und Leipziger Gesellschaft (Sociedad de Altdorf y de Leipzig), la Nürnbergischen Gesellschaft zur Beförderung vaterländischer Industrie (Sociedad de Núremberg para la Promoción de la Industria patriótica), y la Pegnesischer Blumenorden (Sociedad Florígera de Pegnitz), que empezó a dirigir en 1789.
En 1802 celebró el quincuagésimo aniversario de su puesto de trabajo y sus bodas de oro. El 9 de julio, Georg Wolfgang Panzer murió a causa de las consecuencias de un infarto. Su mujer, Rosine Helene Jantke, fallecida en 1806, era la hija del profesor de medicina de Altdorf Johann Jakob Jantke (1687-1768). Su matrimonio produjo dos hijos conocidos, el teólogo Johann Friedrich Heinrich Panzer y el botánico Georg Wolfgang Franz Panzer.

## Actividades literarias
Desde el periodo en el que vivió en la zona rural de Etzelwang, Panzer había avanzado sus estudios, y continuó su actividad literaria hasta su muerte. Además de escribir ensayos en revistas, publicó 45 obras independientes, escritos latinos relacionados con determinados acontecimientos, una serie de traducciones del inglés y del francés, fragmentos sobre cuestiones de geografía, escritos teológicos y un estudio sobre Ulrich von Hutten. Su obra principal, sin embargo, fue su multifacética bibliografía, que se convirtió en uno de las obras de referencia sobre la bibliología mejor consideradas hasta el siglo XX. Georg Wolfgang Panzer fue honorado el 20 de junio de 1799 por la Facultad de Filosofía de la Facultad de Altdorf a la ocasión del quincuagésimo aniversario de su grado en Magisterio con un diploma de doctor en teología.

## Las bibliografías

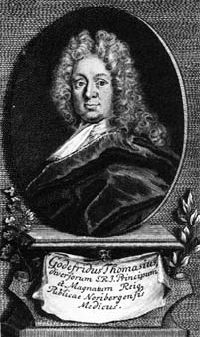
El médico Gottfried Thomasius (grabado en cobre, c. 1730).

El extenso trabajo bibliográfico de Panzer cubre tres áreas: las ediciones más antiguas de la Biblia, la literatura alemana antigua desde la invención del arte de la imprenta, y la totalidad de los libros impresos hasta 1536. Además de ello, escribió una historia de los impresores de Núremberg, y un catálogo en latín en tres volúmenes de la biblioteca de Gottfried Thomasius, un médico de Núremberg, que contaba 27.251 entradas.
Como asistente de la librería de la ciudad de Núremberg, Panzer había empezado a catalogar sus Biblias: "Litterarische Nachricht von den allerältesten gedruckten deutschen Bibeln aus dem 15. Jahrhundert, welche in der öffentlichen Bibliothek der Reichsstadt Nürnberg aufbewahrt werden" ("Noticias literarias de las Biblias alemanas impresas de forma más abundante a partir del siglo XV, preservadas en la biblioteca pública de la ciudad imperial de Nuremberg") fue publicado en 1777, mientras que en 1778 se publicó la "Geschichte der Nürnbergischen Ausgaben der Bibeln von Erfindung der Buchdruckerkunst bis auf unsere Zeiten" ("Historia de las ediciones de las Biblias desde la invención del arte de la imprenta hasta nuestros tiempos"). A partir de entonces, Panzer siguió la pista de las Biblias y sus traducciones más allá de Núremberg: "" Ausführliche Beschreibung der ältesten Augsburgischen Ausgaben der Bibel, mit litterarischen Anmerkungen" ("Descripción detallada de las más antiguas ediciones Ausburguesas de la Biblia, con anotaciones literarias", Nuremberg, 1780), "Versuch einer kurzen Geschichte der römisch-katholischen deutschen Bibelübersetzung" ("Tentativa de breve historia de la traducción católica romana alemana de la Biblia", Nuremberg, 1781), además de "Entwurf einer vollständigen Geschichte der deutschen Bibelübersetzung Dr. Martin Luthers vom Jahre 1517 - 1581" ("Borrador de una historia completa de la traducción de la Biblia en alemán por el Dr. Martín Lutero a partir de 1571 - 1581"), también publicado en Núremberg en 1781 y acompañado en 1791 por una segunda edición extendida.
Panzer también recopiló la primera colección de incunables y post-incunables. En dos volúmenes, en 1788 y luego en 1805, fueron publicados los "Annalen der älteren deutschen Litteratur oder Anzeige und Beschreibung derjenigen Bücher, welche von Erfindung der Buchdruckerkunst bis 1526 in deutscher Sprache gedruckt worden sind" ("Anales de la antigua literatura alemana, o exposición y descripción de aquellos libros que fueron impresos en lengua alemana desde la invención del arte de la impresión de libros en 1526"). Los "Annales typographici ab artis inventae origine usque ad annum MDXXXVI", publicados entre 1793 y 1803, también incluyeron a partir de entonces las ediciones en latín en una obra de 11 volúmenes. Estos anales se convirtieron en la base de la investigación sobre incunables en el siglo XIX, e inspiraron, entre otras cosas, el en su tiempo moderno sistema de clasificación 1826/38 de Ludwigshain, lo cual permitió a su vez a Konrad Haebler comenzar a imprimir su "Gesamtkatalogs der Wiegendrucke" ("Catálogo exhaustivo de incunables") a partir de 1925. La redacción de este catálogo, y su exposición en línea, son llevadas a cabo actualmente por la Biblioteca Estatal de Berlín.

## Herencia

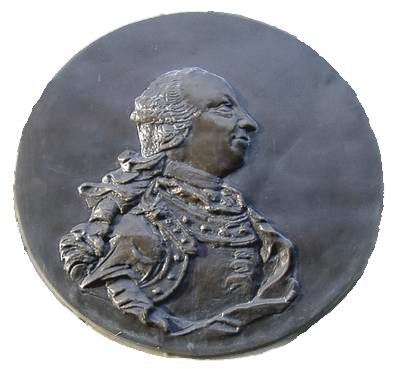
El duque Carlos Eugenio de Wurtemberg (1744–1793)

Georg Wolfgang Panzer poseía una valiosa y exhaustiva biblioteca, que incluía una colección de unas 600 Biblias, que vendió al duque Carlos Eugenio de Wurtemberg en 1780, y que se encuentran actualmente en la Biblioteca Estatal de Wurtemberg en Stuttgart.